# Chris Ensminger
Christopher William Ensminger, detto Chris (Cincinnati, 8 dicembre 1973), è un ex cestista e allenatore di pallacanestro statunitense.

## Palmarès

### Giocatore
- Campionato tedesco: 2

Brose Bamberg: 2004-05, 2006-07
- Supercoppa tedesca: 1

Brose Bamberg: 2007